# Poidło mechaniczne
Poidło mechaniczne, poidła samoczynne – naczynie na wodę, do którego woda napływa automatycznie, gdy zwierzę z niego pije.
Poidło mechaniczne zostało wynalezione w USA: dla bydła w latach 80 XIX w., dla trzody chlewnej w 1926 w stanie Iowa. Poidło mechaniczne miskowe wykorzystywane jest do pojenia zwierząt inwentarskich, zwłaszcza hodowli bydła gdzie ułatwiło żmudną pracę przy obsłudze zwierząt (krowa wypija dziennie ok. 80 l wody) oraz polepszyło trawienie i wykorzystanie pasz przez przeżuwacze.

## Podział poideł
- Poidło mechaniczne naciskowe (zaworowe) Składa się z miski do pojenia, puszki zaworowej, ruchomego przycisku i zaworu. Zwierze chcąc pić, naciska pyskiem na ruchomy przycisk i zwalnia zawór, co powoduje zamknięcie zaworu i dopływ wody. Poidło mechaniczne naciskowe jest bardziej higieniczne i wygodniejsze od poidła pływakowego[2][3].
- Poidło mechaniczne pływakowe (bezzaworowe, działa na zasadzie naczyń połączonych). Miski połączone są rurkami ze zbiornikiem o stałym poziomie wody, która odpowiada poziomowi wody w miskach. Wadą takiego rozwiązania jest łatwe brudzenie się wody oraz łatwe przenoszenie się patogenów poprzez wodę[2][3].

- Poidło kroplowe – stosowane są na fermach drobiu. Zwierzę pobiera samodzielnie wodę ze smoczków (poidło smoczkowe) lub miseczek okapowych.

Ze względu na różny sposób picia zwierząt inwentarskich poidła można podzielić na poidła dla bydła, trzody chlewnej i drobiu. Inny praktyczny podział wyróżnia poidła miskowe, smoczkowe oraz poidła pastwiskowe.

### Poidła niezamarzające
- System centralnego podgrzewania wody z wykorzystaniem podgrzewacza przepływowego o dużej mocy.
- Poidła podgrzewane – w celu ograniczenia strat ciepła grzałka na prąd stały do 24V montowana jest bezpośrednio pod misą poidła[4]
- Poidła izolowane[4].